# Сельское поселение Учебное
Се́льское поселе́ние Уче́бное — муниципальное образование в Прохладненском районе Кабардино-Балкарской Республики.
Административный центр — село Учебное.

## География
Муниципальное образование расположено в центральной части Прохладненского района. В состав сельского поселения входят 3 населённых пункта. Через территорию проходят Северо-Кавказская железная дорога и региональная автотрасса Р-262.
Площадь сельского поселения составляет — 110,25 км2. Из них 84,5 % (93,0 км2) приходятся на сельскохозяйственные угодья.
Граничит с землями муниципальных образований: Прималкинское на юге, Черниговское на западе, Карагач и Солдатская на северо-западе, Пролетарское на востоке и городской округ Прохладный на юго-востоке. Муниципальное образование разбивает на две части земли сельского поселения Янтарное.
Сельское поселение расположено на наклонной Кабардинской равнины, в равниной зоне республики. Средние высоты на территории муниципального образования составляют около 270 метров над уровнем моря. Рельеф местности представляет собой в основном слабо-волнистые равнины с незначительным уклоном с юго-запада на северо-восток, без резких колебаний относительных высот. Вдоль долины реки Малка тянутся бугристые возвышенности с балками и понижениями.
Естественная гидрографическая сеть на территории сельского поселения представлена в основном рекой Малка, а также искусственными магистральными каналами — Большой Прохладненский и Прохладненский.
Климат влажный умеренный. Среднегодовая температура воздуха положительная и составляет +11,0°С. Среднемесячная температура воздуха в июле достигает +24,0°С, в январе составляет около -2,0°С. Среднегодовое количество осадков составляет около 700 мм. Абсолютная среднегодовая влажность воздуха составляет 9,5—9,7 мм. Важнейшими климатообразующими факторами являются: с одной стороны близость высоких гор с обширными пространствами ледников, а с другой – близость на северо-востоке засушливой Прикаспийской низменности.

## История
Учебненский сельский совет в своих современных границах образовано в 1968 году, на территории посёлков Учебный и Лесной.
На основании постановления №1 от 22. 05. 1992 года, главой администрации Прохладненского района Учебненский сельский Совет был реогранизован и преобразован в сельскую администрацию посёлков Учебный и Лесной.
15 февраля 2006 года, в связи с вступлением на территории КБР в законную силу Федерального Закона от 06.10.2003 года №131 ФЗ «Об общих принципах организации местного самоуправления в Российской Федерации», администрация посёлков Учебный и Лесной была преобразована в муниципальное образование сельское поселение Учебное, а самим посёлкам был присвоен статус села.
13 января 2014 года постановлением главы КБР, посёлок при железнодорожной станции Шарданово был преобразован в новый населённый пункт в составе сельского поселения Учебное.

## Население
| 2002  | 2010  | 2012  | 2013  | 2014  | 2015  | 2016  |
| ----- | ----- | ----- | ----- | ----- | ----- | ----- |
| 1991  | ↘1958 | ↗1985 | ↗2012 | ↗2033 | ↘2008 | ↗2028 |
| 2017  | 2018  | 2019  | 2020  | 2021  | 2023  | 2024  |
| ↘1967 | ↘1929 | ↘1893 | ↘1884 | ↗2525 | ↘2491 | ↘2469 |
| 2025  |       |       |       |       |       |       |
| →2469 |       |       |       |       |       |       |

Процент от населения района — 4.9 %.
Плотность — 22.39 чел./км2.
Национальный состав
По данным Всероссийской переписи населения 2021 года:
| Народ                | Численность, чел. | Доля от всего населения, % | Доля от указавших нац-ть, % |
| -------------------- | ----------------- | -------------------------- | --------------------------- |
| русские              | 1505              | 59,60 %                    | 78,34 %                     |
| кабардинцы (черкесы) | 195               | 7,72 %                     | 10,15 %                     |
| * кабардинцы         | 194               | 7,68 %                     | 10,10 %                     |
| * черкесы            | 1                 | 0,04 %                     | 0,05 %                      |
| чеченцы              | 30                | 1,19 %                     | 1,56 %                      |
| балкарцы             | 28                | 1,11 %                     | 1,46 %                      |
| кумыки               | 26                | 1,03 %                     | 1,35 %                      |
| другие               | 137               | 5,43 %                     | 7,13 %                      |
| нет / не указано     | 604               | 23,92 %                    | -                           |
| всего                | 2525              | 100 %                      | 100 %                       |

## Состав поселения
| № | Населённый пункт | Тип населённого пункта       | Население | Доля от населения (%) |
| - | ---------------- | ---------------------------- | --------- | --------------------- |
| 1 | Лесное           | село                         | ↗894      | 35,41 %               |
| 2 | Учебное          | село, административный центр | ↗1264     | 50,06 %               |
| 3 | Шарданово        | станция                      | 367       | 14,53 %               |

## Местное самоуправление
Администрация сельского поселения Учебное — село Учебное, ул. Школьная, 3.
Структуру органов местного самоуправления сельского поселения составляют:
- Исполнительно-распорядительный орган — Местная администрация сельского поселения Учебное. Состоит из 7 человек.
  - Глава администрации сельского поселения — Бегма Александр Петрович (с 10 июля 2019 года).
- Представительный орган — Совет местного самоуправления сельского поселения Учебное. Состоит из 8 депутатов, избираемых на 5 лет.
  - Председатель Совета местного самоуправления сельского поселения — Бегма Александр Петрович.

## Экономика
Основу экономики муниципального образования составляет сельское хозяйство. Основное направление — выращивание сельскохозяйственных культур, разведение птиц и крупного рогатого скота, направленных на обеспечение воинских частей Северо-Кавказского Военного Округа.
На территории сельского поселения действуют 5 сельскохозяйственных районного предприятий:
- ИПФ ООО «Отбор»
- ООО «Светлана»
- ООО «Корвет»
- ООО «Сыродельный»
- ООО «Монтажстройком»

## Военная часть
На территории сельского поселения, между сёлами Лесное и Учебное действуют: 
- Военная часть
- Склад вооружения реактивного артиллерийского дивизиона
- База хранения военной техники

## Примечание
1. 1 2  Численность постоянного населения Российской Федерации по муниципальным образованиям на 1 января 2025 года — М.: Росстат, 2025.
2. ↑  Закон Кабардино-Балкарской Республики от 13 января 2014 года N 3-РЗ. Дата обращения: 30 сентября 2014. Архивировано 6 октября 2014 года.
3. ↑  Численность населения Кабардино-Балкарской Республики по сельским населённым пунктам по итогам ВПН-2002
4. ↑  Численность населения КБР в разрезе населённых пунктов по итогам Всероссийской переписи населения 2010 года
5. ↑  Численность населения Российской Федерации по муниципальным образованиям. Таблица 35. Оценка численности постоянного населения на 1 январ
6. ↑  Численность населения Российской Федерации по муниципальным образованиям на 1 января 2013 года. Таблица 33. Численность населения городских округов, муниципальных районов, городских и сельских поселений, городских населённых пунктов, сельских населённых пунктов — Росстат, 2013. — 528 с.
7. ↑  Таблица 33. Численность населения Российской Федерации по муниципальным образованиям на 1 января 2014 года
8. ↑  Численность населения Российской Федерации по муниципальным образованиям на 1 января 2015 года
9. ↑  Численность населения Российской Федерации по муниципальным образованиям на 1 января 2016 года — 2018.
10. ↑  Численность населения Российской Федерации по муниципальным образованиям на 1 января 2017 года — М.: Росстат, 2017.
11. ↑  Численность населения Российской Федерации по муниципальным образованиям на 1 января 2018 года — М.: Росстат, 2018.
12. ↑  Численность населения Российской Федерации по муниципальным образованиям на 1 января 2019 года
13. ↑  Численность населения Российской Федерации по муниципальным образованиям на 1 января 2020 года
14. 1 2 3 4  Итоги Всероссийской переписи населения 2020 года (по состоянию на 1 октября 2021 года)
15. ↑  Численность постоянного населения Российской Федерации по муниципальным образованиям на 1 января 2023 года (с учётом итогов Всероссийской п — Росстат, 2023.
16. ↑  Численность постоянного населения Российской Федерации по муниципальным образованиям на 1 января 2024 года — Росстат, 2024.
17. ↑  Итоги Всероссийской переписи населения 2020 года. Том 5. Национальный состав и владение языками. Таблица 1. Национальный состав населения Кабардино-Балкарской Республики, городских округов и муниципальных районов. Дата обращения: 9 октября 2023. Архивировано 16 октября 2023 года.
18. ↑  указаны как кабардинцы
19. ↑  указаны как черкесы